# Dimítrios Charitópoulos
Dimítrios Charitópoulos (grec moderne : Δημήτριος Χαριτόπουλος), souvent appelé Dimítris Charitópoulos (Δημήτρης Χαριτόπουλος), né le 14 novembre 1983 à Alexándria, en Grèce, est un joueur grec de basket-ball. Il évolue aux postes d'ailier fort et de pivot.

## Palmarès
- Champion d'Europe des 20 ans et moins 2002
- Finaliste des Jeux méditerranéens 2005
- Vainqueur de l'EuroCup Challenge 2003
- Vainqueur de la coupe de Grèce 2004